# جائزة البرتغال الكبرى للدراجات النارية 2012
جائزة البرتغال الكبرى للدراجات النارية 2012 هو سباق دراجات نارية أقيم بتاريخ 6 مايو 2012 في حلبة إستوريل. كان الجولة الثالثة من أصل 18 في سباق الجائزة الكبرى للدراجات النارية موسم 2012. فاز الأسترالي كيسي ستونر بفئة الموتو جي بي بينما جاء الإسباني خورخي لورنزو في المركز الثاني وحصل على المركز الثالث الإسباني داني بيدروسا. فاز بفئة الموتو 2 الإسباني مارك ماركيث.

## وصلات خارجية
- الموقع الرسمي